# Imants Bodnieks
Imants Bodnieks (Бодниекс Имант) né le 20 mai 1941 à Riga, est un coureur cycliste soviétique et letton. Spécialiste de la piste concourant régulièrement en championnat du monde de vitesse amateurs au début des années 1960, il obtient la médaille d'argent dans la spécialité du tandem aux Jeux olympiques de Tokyo  avec son coéquipier Viktor Logounov. Il a pris part à trois Jeux olympiques

## Palmarès

### Palmarès année par année
- 1961
  - 4e du championnat du monde amateurs de vitesse individuelle
- 1962
  -  Champion d'URSS de vitesse individuelle
  -  Champion d'URSS du kilomètre
  - Quart-de-finaliste du championnat du monde amateurs de vitesse individuelle
- 1964
  -  Médaillé d'argent du tandem aux Jeux olympiques de Tokyo (avec Viktor Logounov)
  - Quart-de-finaliste du championnat du monde amateurs de vitesse individuelle[2]
- 1966
  - 4e du championnat du monde amateurs de tandem (avec Viktor Logounov)[3]
  - 5e du championnat du monde amateurs du kilomètre[4]
- 1968
  -  Champion d'URSS de tandem (avec Viktor Logounov)
  - Quart-de-finaliste du tandem aux Jeux olympiques de Mexico (avec Igor Tselovalnikov)

### Places d'honneur
- 1960
  - Huitième-de-finaliste de la vitesse individuelle aux Jeux olympiques de Rome
  - Huitième-de-finaliste du championnat du monde amateurs de vitesse individuelle[5]
- 1963
  - Huitième-de-finaliste du championnat du monde amateurs de vitesse individuelle
- 1965
  - Huitième-de-finaliste du championnat du monde amateurs de vitesse individuelle

## Distinction
- Maître émérite du Sport soviétique (cyclisme)(1965)